# Брацлавско войводство
Брацлавското войводство (на полски: Województwo bracławskie; на латински: Palatinatus Braclaviensis) е административно-териториална единица в състава на Жечпосполита. Административен център е град Брацлав.
Войводството обхваща източната част на историко-географската област Подолие, в състава на Великото литовско княжество. В резултат на сключената през 1569 година Люблинска уния е присъединено към Малополската провинция на Полското кралство. Разделено е на два повята – Брацлавски и Винницки. Съществува и един номинален повят – Звенигродзки. В Сейма на Жечпосполита е представено от двама сенатори (войводата и кастелана) и шестима депутати. В резултат на второто разделяне на Жечпосполита през 1793 година войводството е присъединено към Руската империя и е преобразувано в губерния.